# Santa Maria de Geraz do Lima
Santa Maria de Geraz do Lima is een plaats (freguesia) in de Portugese gemeente Viana do Castelo en telt 846 inwoners (2001).

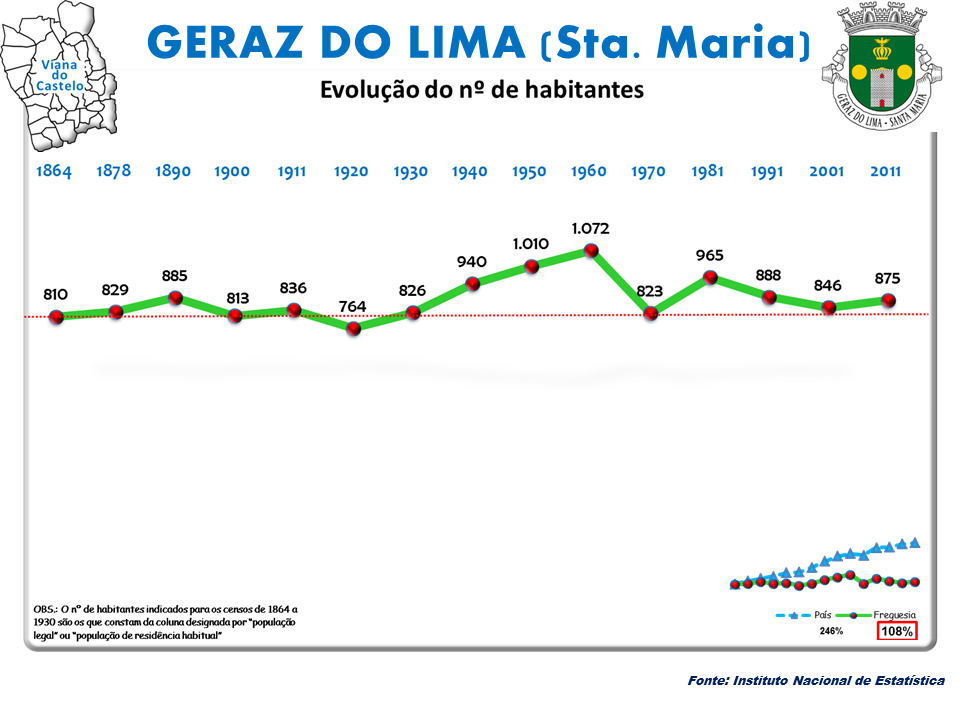
Bevolkingsontwikkeling tussen 1864 en 2011